# Kozyrev (cráter)

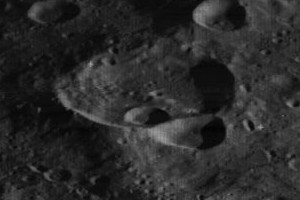
Vista oblicua desde el Lunar Orbiter 3, mirando al sur

Kozyrev es un cráter de impacto situado en la cara oculta de la Luna. Se encuentra al sur-sureste del cráter Carver, y al suroeste del par de cráteres Roche-Pauli.
|  |

Se trata de una formación de cráteres erosionada, aunque la mayor parte del borde exterior permanece bien definido. Un cráter pequeño, ligeramente sesgado, se extiende atravesando el sector norte-noroeste del brocal. En la parte norte del suelo interior de Kozyrev, aparece un cráter más pequeño, en forma de cuenco. El resto del suelo del cráter está marcado solo por pequeños impactos. Su pared interior es ligeramente más ancha en el lado oriental.